# Labeo parvus
Labeo parvus és una espècie de peix cipriniforme de la família dels ciprínids.

## Morfologia
Els mascles poden assolir els 38 cm de longitud total i els 40 g de pes.

## Distribució geogràfica
Es troba a Àfrica.